# Oogheelkunde

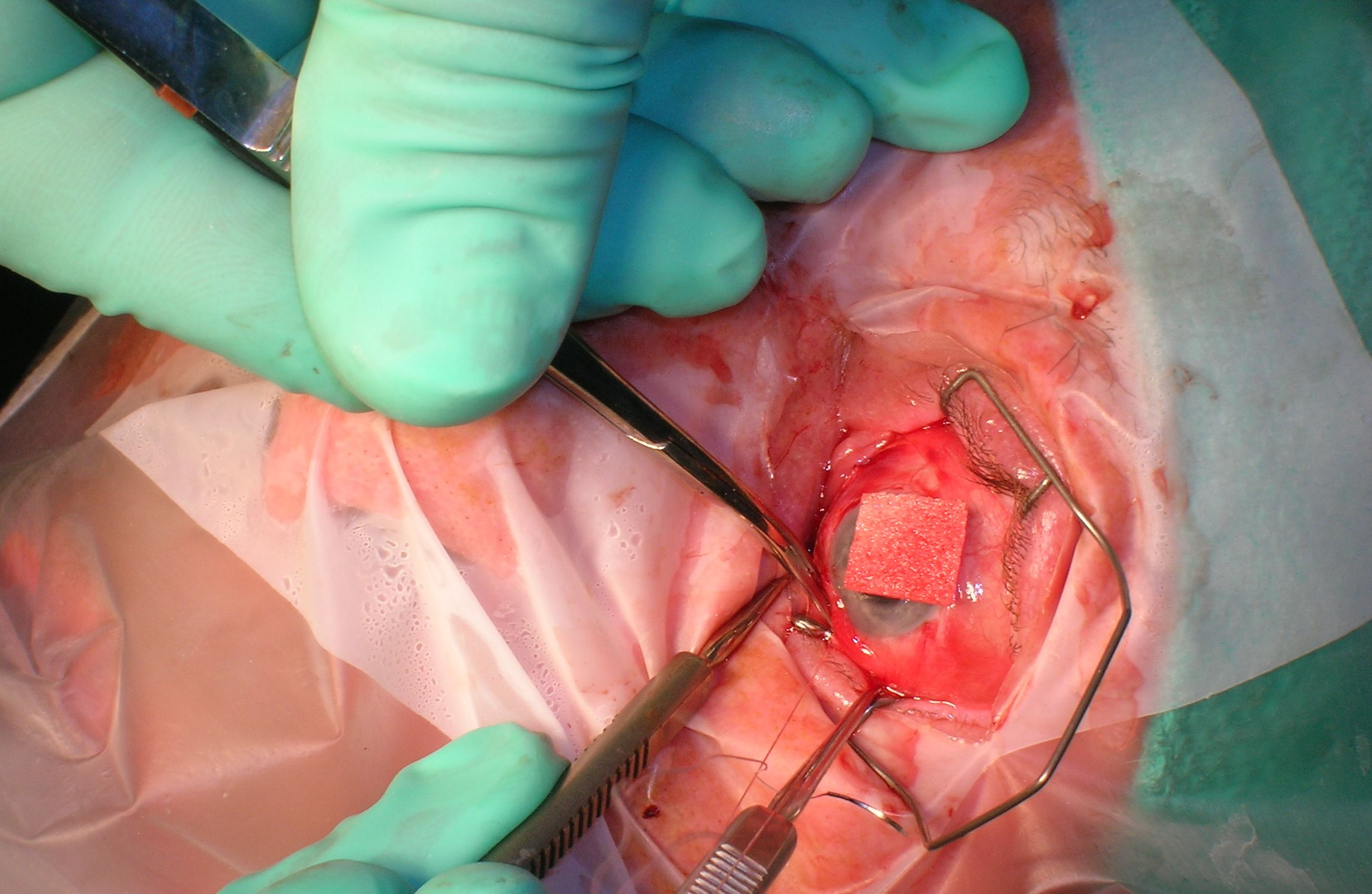
Oogoperatie

Oogheelkunde of oftalmologie is de tak van de geneeskunde waarin men zich bezighoudt met de ziekten van het oog en hun behandeling. Het woord oftalmologie komt van het Griekse ὀφθαλμός ophthalmos, dat 'oog' betekent. λόγος logos, betekenent 'woord/verhandeling/uitleg'. Oftalmologie betekent vrij vertaald "de wetenschap van de ogen". Als discipline is het ook op dierlijke ogen van toepassing.
Aangezien oogartsen (oftalmologen) heelkundige handelingen met betrekking tot ogen uitvoeren, zijn zij over het algemeen chirurgen.

## Aandoeningen
Veel voorkomende aandoeningen die door oogartsen worden behandeld:
- Cataract
- Glaucoom
- Maculaire degeneratie
- Diabetische retinopathie
- Droge ogen (keratoconjunctivitis sicca)
- Strabismus (verkeerde uitlijning / afwijking van de ogen)
- Proptosis (uitpuilende ogen)
- Overmatig tranen (obstructie van de traanbuis)
- Uveïtis
- Oogtumoren

Basisarts · Huisarts · Specialist —
Acute geneeskunde ·
Anesthesie-reanimatie ·
Arbeidsgeneeskunde ·
Arts Maatschappij en Gezondheid ·
Arts voor verstandelijk gehandicapten ·
Beheer van gezondheidsgegevens ·
Cardiologie ·
Dermato-venereologie ·
Endocrino-diabetologie ·
Forensische of gerechtelijke geneeskunde ·
Fysische geneeskunde ·
Gastro-enterologie ·
Geriatrie ·
Gynaecologie en verloskunde ·
Heelkunde ·
Intensieve zorg ·
Interne of inwendige geneeskunde ·
Kinder- en jeugdpsychiatrie ·
Klinische biologie ·
Klinische chemie ·
Klinische farmacologie ·
Klinische genetica ·
Mond-, kaak- en aangezichtschirurgie ·
Nefrologie ·
Neurochirurgie ·
Neurologie ·
Nucleaire geneeskunde ·
Oncologie ·
Oftalmologie of oogheelkunde ·
Orthopedie ·
Otorinolaryngologie, kno-heelkunde of nko-heelkunde ·
Pathologische anatomie ·
Pediatrie ·
Plastische, reconstructieve en esthetische heelkunde ·
Pneumologie of longziekten ·
Psychiatrie ·
Radiologie ·
Radiotherapie-Oncologie ·
Reumatologie ·
Revalidatiegeneeskunde ·
Sociale geneeskunde ·
Sportgeneeskunde ·
Stomatologie of kaakchirurgie ·
Spoedeisende of urgentiegeneeskunde ·
Urologie ·
Verzekeringsgeneeskunde en medische expertise